# جدار مخفي

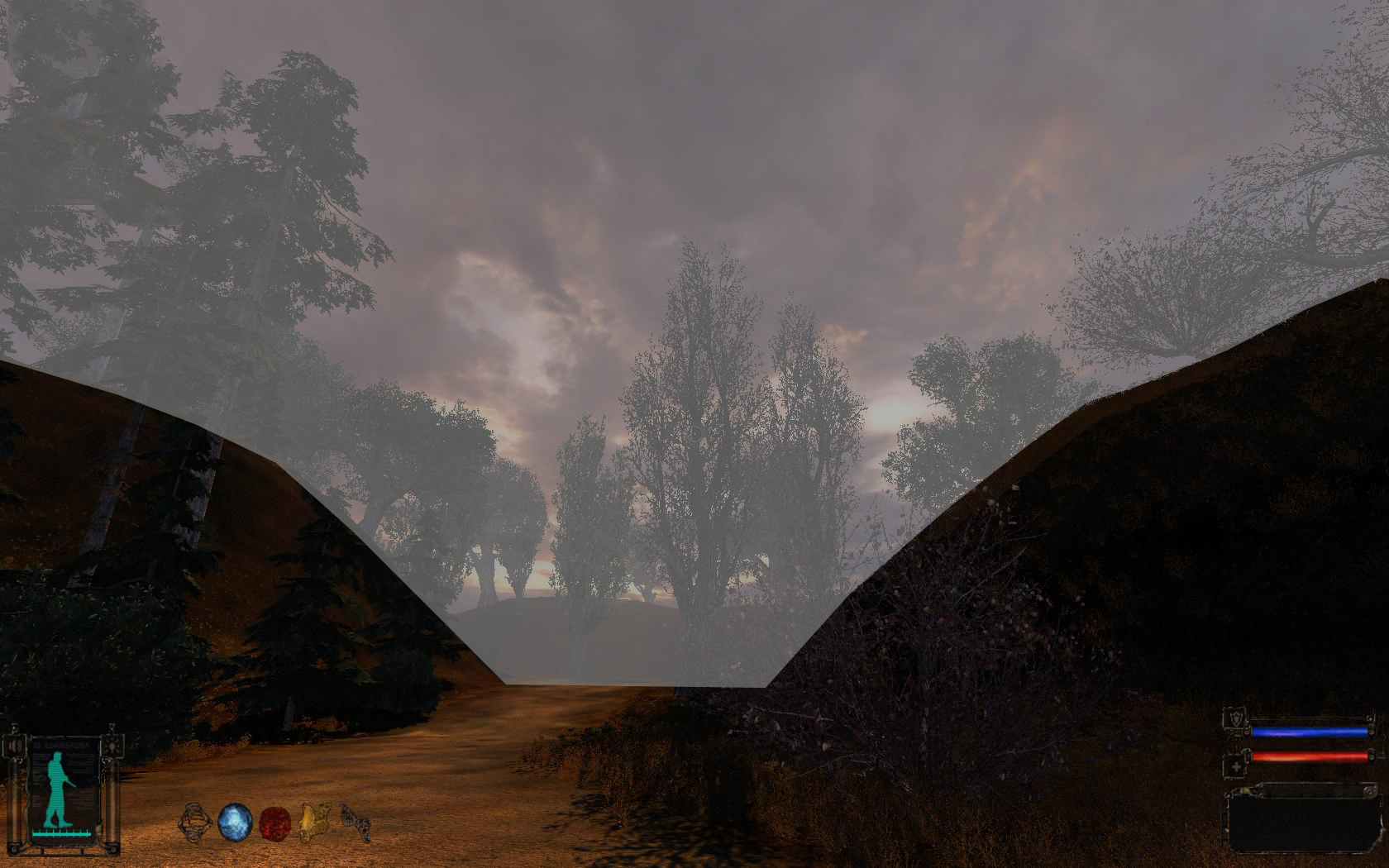
جدار مخفي في أحد العاب الفيديو

الجدار المخفي هو حدود يتواجد في ألعاب الفيديو فهو جدار لا يمكن رؤيته ويمنع اللاعب من الدخول إلى المكان الذي يوجد فيه الجدار المخفي.
يمكن تجاوز الجدار المخفي بسبب خطأ برمجي (غليتش) أو باستخدام الغش في الألعاب فقد تكون المنطقة فارغة عند دخولها.